# 샌드 캐슬
《샌드 캐슬》(영어: Sand Castle)은 2017년 공개된 미국의 전쟁 드라마 영화로, 이라크 전쟁 시기 한 젊은 미군의 이야기를 다루고 있다. 브라질인 감독 페르난두 코임브라가 연출하고, 니컬러스 홀트, 로건 마셜그린, 헨리 캐빌, 토미 플래너건, 글렌 파월 등이 출연하였다. 2017년 4월 21일 넷플릭스에서 스트리밍 서비스를 시작하였다.

## 출연진
- 니컬러스 홀트 - 맷 오커 이등병 역
- 로건 마셜그린 - 하퍼 병장 역
- 헨리 캐빌 - 사이버슨 대위 역
- 글렌 파월 - 딜런 처츠키 병장 역
- 닐 브라운 주니어 - 엔조 부사관상등병 역
- 보 냅 - 버턴 병장 역
- 샘 스프루얼 - 앤서니 중위 역
- 나비드 네가반 - 카디르 역
- 토미 플래너건 - 맥그레거 원사 역